# 먼데이 (2020년 영화)
먼데이(Monday)는 미국에서 제작된 아르기리스 파파디미트로풀로스 감독의 2020년 드라마 영화이다. 세바스찬 스탠 등이 주연으로 출연하였다.
이 영화는 2020년 9월 11일 토론토 국제 영화제에서 TIFF 인더스트리 셀렉츠(Industry Selects)의 일환으로 세계 초연되었다. IFC 필름스를 통해 2021년 4월 16일 미국에서 개봉되었다. 이 영화는 비평가들로부터 엇갈린 평가를 받았다.

## 줄거리
아테네의 파티에서 만난 미키와 클로이는 곧바로 연결된다. 그들은 토요일 아침 가족들과 그들을 시내로 데려가는 경찰에 둘러싸인 해변에서 알몸으로 깨어난다. 그들은 경고와 함께 풀려난다.
클로이는 해로운 관계가 끝났기 때문에 이틀 후에 떠나지만 파티에서 지갑을 되찾아야 한다. 미키는 그가 그것을 얻을 수 있을 때까지 섬에서 열리는 DJ 공연에 그녀를 초대한다. 그들은 그곳에서 하루를 보내며 서로를 알게 된다. 밤이 끝날 무렵 미키는 클로이에게 머물 것을 요청한다. 거절하고 물건이 도착하자 어색하게 헤어진다.
아르기리스(미키의 친구이자 사업 파트너)는 미키가 클로이에게 반했다는 사실을 깨닫고 그녀를 공항까지 쫓아간다. 제스처가 작동하고 곧 그들은 함께 이사한다. 그들은 사랑에 빠진다… 비록 정반대이지만.
미키의 옛 밴드 동료는 미키를 설득하여 그녀와 함께 길에 나선다. 미키는 유혹을 받는 것 같지만 클로이를 보자 그 말을 하지 않기로 결심한다.
미키와 아르기리스의 프리랜서 광고 징글 공연이 잘 진행되지 않는다. 그들은 거실에서 의뢰인을 달래고, 클로이는 식당에서 이민 의뢰인을 만난다.
클로이와 미키는 친구들을 위한 파티를 계획한다. 아들의 엄마인 아스파를 미리 만나기로 했으나, 파티 음식을 준비하는 사이 아스파는 혼자 간다. 아스파는 클로이 미키가 헥터를 한 번도 괴롭히지 않은 끔찍한 아버지라고 말한다. 그녀가 집에 돌아왔을 때 그는 약속한 대로 행하지 않았다. 화가 난 그녀는 불행하게도 자신이 임신했다는 사실을 알게 된다.
테이크아웃은 손님보다 먼저 도착한다. 클로이는 미키가 잊어버린 게 분명했기 때문에 감명을 받지 못했다. 친구들이 충돌하면서 재앙이 된다. 클로이와 미키는 나중에 그것에 대해 웃으려고 하지만 그것이 그들에게 영향을 미친다.
사회 복지사는 아스파가 클로이와 미키 사이에 방문과 후견인 자격을 공유해야 한다고 규정했다고 알려주는데, 이는 미키보다 그녀를 더 괴롭히는 것이다. 클로이는 위장병에 걸린 척 몰래 낙태를 했기 때문에 그가 섹스를 하고 싶어도 그를 미루게 된다.
결혼식에서 클로이의 전직 크리스토스가 두 사람을 위협하자 미키는 술에 취해 호전적으로 변한다. 아르기리스는 그를 사랑하기 때문에 그가 클로이와의 관계를 방해하는 것을 막으려 고한다. 불행하게도 미키는 술에 취해 진심으로 프로포즈를 하여 클로이를 당황하게 만든다.
헥터가 처음 방문하기 전 금요일인 크리스마스 때, 그들은 클로이가 긴장했기 때문에 논쟁을 벌인다. 그들은 헥터에게 노래하기 위해 함께 그리스 노래를 즐겁게 배우고, 책임감 있는 부모가 되기 전 마지막 평온한 밤을 보낸다. 클럽에서 그들은 데킬라를 마시고 클로이는 코카인을 하자고 주장했지만 그들은 쫓겨났다.
클로이는 미키가 즉시 섹스를 할 수 있도록 차를 세우라고 권한다. 울기 시작하고 낙태를 고백한다. 화를 내지 않아 그녀를 화나게한다. 그들의 말다툼은 경비원에게 경고하므로 그들은 도망쳐야 한다.
오토바이로 돌아와서 해변에서 알몸으로 함께한 첫날밤을 기억한다. 클로이는 미키에게 그것을 다시 경험해보라고 설득한다. 그들은 알몸으로 자전거를 탔다가 빨간 신호등에 경찰차 옆에 섰다. 쫓기는 미키는 차를 세우려고 하지만 클로이는 계속 가라고 주장한다. 결국 그들은 궁지에 몰리고 멈춰 섰다. 미키는 이에 따르지만 클로이는 체포에 저항한다.
이전과 마찬가지로 그들은 알몸으로 경찰차 뒷좌석에 체포된다. 하지만 이제 클로이는 호전적이어서 경찰관을 폭행하기 때문에 그렇게 가볍게 다루지는 않을 것이다. 경찰서로 이송되어 기소되었으며 법원 날짜는 월요일이므로 내일 헥터의 방문을 놓칠 것이다. 놀랍게도 둘 다 월요일까지 놓아달라고 애원했지만 소용이 없었다. 그들은 헤어지고 클로이는 주말을 감방에서 자며 보낸다.
월요일에 클로이의 변호사는 클로이에게 옷을 주면서 모든 것이 괜찮을 것이라고 말했다. 유죄 판결을 받았지만 유예와 벌금을 선고받는다. 클로이는 미키의 사건이 기각되었음을 알게 된다. 집으로 돌아온 그녀는 토요일부터 그곳에서 미키와 마주한다. 크리스토스는 그를 꺼내었고 혐의는 기각되었다. 클로이는 분노하지만 미키는 자신이 결백하지 않다고 지적한다. 혼자 조용히 운다.
마지막 장면에서 미키와 클로이는 학교 밖에서 문이 열리기를 기다리고 있다. 어린 아이들이 나와서 부모님 품에 안긴다. 미키와 클로이의 웃고 기대하는 얼굴이 마지막 장면에 담긴다.

## 출연

### 주연
- 세바스찬 스탠
- 데니스 고프

### 조연
- 도미니크 티퍼
- 엘리 트린구
- 실라스 트조머카스